# 15 Lacertae
15 Lacertae, som är stjärnans Flamsteed-beteckning, är en dubbelstjärna belägen i den mellersta delen av stjärnbilden Ödlan. Den har en skenbar magnitud på ca 4,95 och är svagt synlig för blotta ögat där ljusföroreningar ej förekommer. Baserat på parallax enligt Gaia Data Release 2 på ca 9,7 mas, beräknas den befinna sig på ett avstånd på ca 337 ljusår (ca 103 parsek) från solen. Den rör sig närmare solen med en heliocentrisk radialhastighet av ca -19 km/s.

## Egenskaper
Primärstjärnan 15 Lacertae A är en röd jättestjärna av spektralklass M0 III, som har förbrukat förrådet av väte i dess kärna och expanderat från huvudserien till en jätte. Den har en radie som är ca 37 solradier och utsänder ca 295 gånger mera energi än solen från dess fotosfär vid en effektiv temperatur av ca 3 900 K.
Följeslagaren 15 Lacertae B upptäcktes av den amerikanske astronomen S.W. Burnham 1888. Den har en skenbar magnitud av 11,9 och ligger med en vinkelseparation av 23,6 bågsekunder från primärstjärnan vid en positionsvinkel på 159°, år 2014.